# Rye (New York, kisváros)
Rye kisváros (town) az USA New York államában, Westchester megyében. Lakosainak száma 49 613 fő (2020. április 1.).

## Népesség
A település népességének változása:

| 2010 | 45 928 |
| 2020 | 49 613 |